# Bellwood (Pensilvania)
Bellwood es un borough ubicado en el condado de Blair en el estado estadounidense de Pensilvania. En el año 2000 tenía una población de 2,016 habitantes y una densidad poblacional de 1,692.1 personas por km².

## Geografía
Bellwood se encuentra ubicado en las coordenadas 40°36′6″N 78°20′1″O / 40.60167, -78.33361.

## Demografía
Según la Oficina del Censo en 2007 los ingresos medios por hogar en la localidad eran de $34,595 y los ingresos medios por familia eran $40,091. Los hombres tenían unos ingresos medios de $28,869 frente a los $17,424 para las mujeres. La renta per cápita para la localidad era de $17,424. Alrededor del 9.3% de la población estaba por debajo del umbral de pobreza.